# اقتصاد آسيا
يضمّ الاقتصاد الآسيوي أكثر من 4.5 مليار نسمة، أي ما يعادل نحو 60% من سكان العالم، موزّعين على 49 دولة مختلفة. وتوجد ست دول إضافية تقع جزئيًا في آسيا، لكنها تُعدّ من الناحية الاقتصادية والسياسية جزءًا من مناطق أخرى.
تُعد آسيا من أسرع المناطق نموًا اقتصاديًا في العالم، سواء وفقًا للناتج المحلي الإجمالي الاسمي (GDP) أو حسب تعادل القوة الشرائية (PPP). كما أنها تحتضن بعضًا من أطول فترات الازدهار الاقتصادي الحديث في التاريخ، بدءًا من المعجزة الاقتصادية اليابانية بعد الحرب (1950–1990) ، مرورًا بـمعجزة نهر الهان في كوريا الجنوبية (1961–1996) ، ثم الازدهار الاقتصادي الصيني (1978–2013) ، وصولًا إلى النمو الاقتصادي المستمر في الهند منذ عام 1991 وحتى اليوم.
وكما هو الحال في بقية مناطق العالم، فإن توزيع الثروة في آسيا يختلف اختلافًا كبيرًا بين الدول وداخلها، ويُعزى ذلك إلى المساحة الشاسعة للقارة، وما تحويه من تنوع ثقافي وبيئي، إلى جانب الاختلافات في الروابط التاريخية والأنظمة السياسية والاقتصادية.
تشمل أكبر اقتصادات آسيا بحسب الناتج المحلي الإجمالي حسب تعادل القوة الشرائية: الصين، والهند، واليابان، وإندونيسيا، وتركيا، وكوريا الجنوبية، والمملكة العربية السعودية، وإيران، وتايلند، وتايوان. أما من حيث الناتج المحلي الإجمالي الاسمي، فتشمل: الصين، واليابان، والهند، وكوريا الجنوبية، وإندونيسيا، والمملكة العربية السعودية، وتركيا، وتايوان، وتايلند، وإيران.
تتركز الثروة في آسيا بشكل رئيسي في شرق آسيا وجنوب شرق آسيا وشبه القارة الهندية. ومع ذلك، فإن قياس الثروة على أساس نصيب الفرد من الناتج المحلي الإجمالي يُظهر تركزها في دول شرق آسيا المتقدمة مثل: اليابان، وكوريا الجنوبية، وتايوان، وهونغ كونغ، وماكاو، وسنغافورة، وبروناي. كما تضمّ دول غرب آسيا الغنية بالموارد النفطية، مثل: السعودية، والعراق، وقطر، والإمارات، والبحرين، والكويت، وسلطنة عمان، جزءًا كبيرًا من ثروات القارة.
تُعد كل من إسرائيل وتركيا من الحالات الاستثنائية؛ فرغم وقوعهما جغرافيًا في آسيا، فإنهما لا يُصنّفان غالبًا ضمن الدول الآسيوية. تُعد إسرائيل دولة متقدمة وذات اقتصاد قائم على الابتكار وريادة الأعمال، فيما تُعتبر تركيا من الاقتصادات الناشئة والمتقدمة في الوقت ذاته، وهي عضو مؤسس في منظمة التعاون الاقتصادي والتنمية (OECD).
شهدت العديد من الدول الآسيوية تطورًا متسارعًا في مجالات التصنيع والنمو الاقتصادي، بينما تتمتع دول مثل اليابان وكوريا الجنوبية وتايوان وهونغ كونغ وسنغافورة بصناعات ثقيلة ومتقدمة، لا سيما في مجالات تكنولوجيا المعلومات والاتصالات، والخدمات المالية، والتكنولوجيا الحيوية.
يُعدّ اقتصاد كلٍّ من الصين والهند من بين أسرع الاقتصادات نموًا في العالم؛ إذ يعتمد الاقتصاد الصيني بدرجة كبيرة على الصناعات التحويلية والاستثمار الأجنبي المباشر، في حين يرتكز الاقتصاد الهندي على تصدير السلع الأساسية والخدمات التكنولوجية وتطوير البرمجيات.
تعتمد دول شرق آسيا ودول رابطة أمم جنوب شرق آسيا (آسيان) على التجارة والتصنيع بوصفهما ركيزتين أساسيتين لتحقيق النمو الاقتصادي، مع تحوّل تدريجي نحو الصناعات التكنولوجية المتقدمة والخدمات المالية. في المقابل، تعتمد دول الشرق الأوسط على الحلول الهندسية لمواجهة التحديات المناخية التي تؤثر في إنتاج السلع، لا سيما النفط الخام.
وفي السنوات الأخيرة، ومع تسارع النمو الاقتصادي وتحقيق فائض تجاري كبير مع بقية دول العالم، راكمت آسيا أكثر من 8.5 تريليون دولار أمريكي من احتياطيات النقد الأجنبي، ما يمثل أكثر من نصف الاحتياطي العالمي، ويعزّز مكانة القارة في الاقتصاد العالمي. إضافة إلى ذلك، تم دمج القطاعين الثالث (الخدمات) والرابع (الاقتصاد المعرفي) في عدد من دول آسيا، ما أسهم في توسيع قاعدة الاقتصاد الآسيوي وتنوعه.

## التكتلات التجارية

### التعاون الاقتصادي لآسيا والهادي
التعاون الاقتصادي لآسيا والمحيط الهادئ (آبيك)، هو منتدى اقتصادي تأسس عام 1989 كملتقى للتشاور لتعزيز النمو الاقتصادي والتكامل بين الدول التي تطل على المحيط الهادي من جهته الغربية والشرقية.

### رابطة الدول المستقلة

علم رابطة الدول المستقلة

رابطة الدول المستقلة هي منظمة دولية أورو آسيوية مكونة من 12 جمهورية سوفيتية سابقة ومقرها في مينسك بروسيا البيضاء.

### الجامعة العربية
جامعة الدول العربية هي منظمة تضم دول في الشرق الأوسط وأفريقيا ويعتبر أعضائها دولا عربية، ينص ميثاقها على التنسيق بين الدول الأعضاء في الشؤون الإقتصادية، من ضمها العلاقات التجارية، الاتصالات، العلاقات الثقافية، الجنسيات ووثائق وأذونات السفر والعلاقات الإجتماعية والصحة.